# Šarišské Bohdanovce
Šarišské Bohdanovce (in ungherese Sárosbogdány) è un comune della Slovacchia facente parte del distretto di Prešov, nella regione omonima.